# Força Aérea da Bulgária

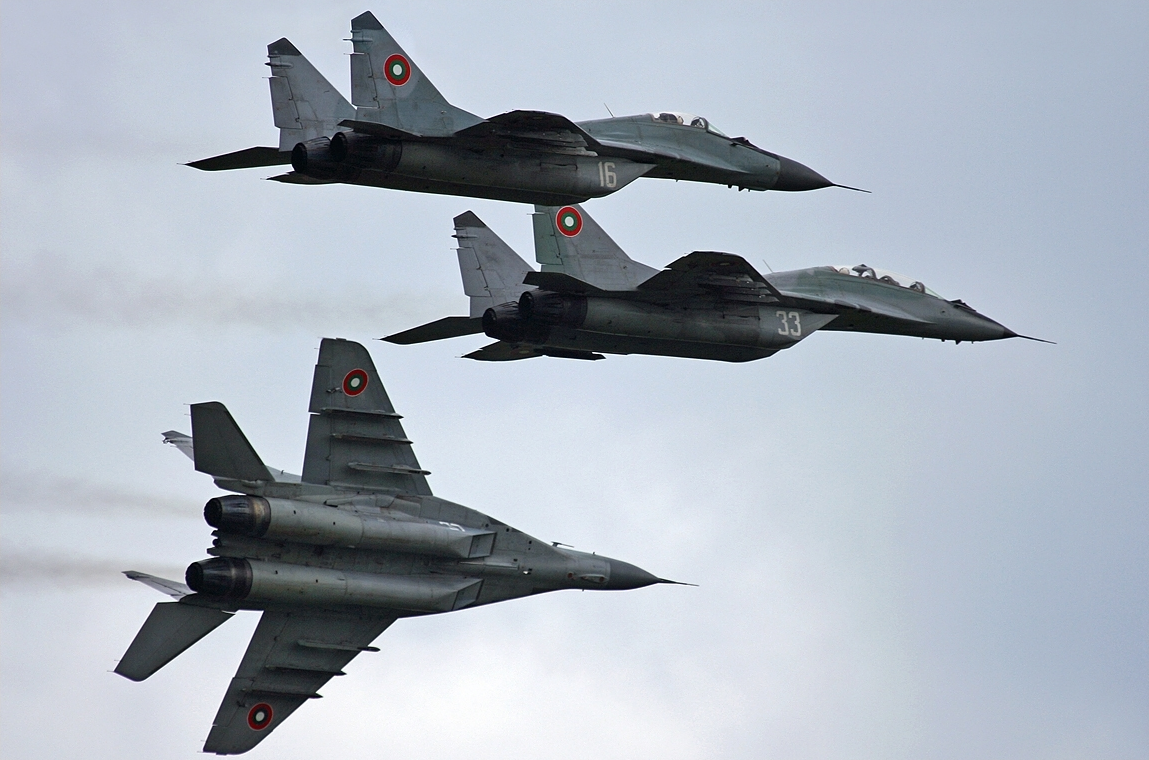
Caças MiG-29 búlgaros.

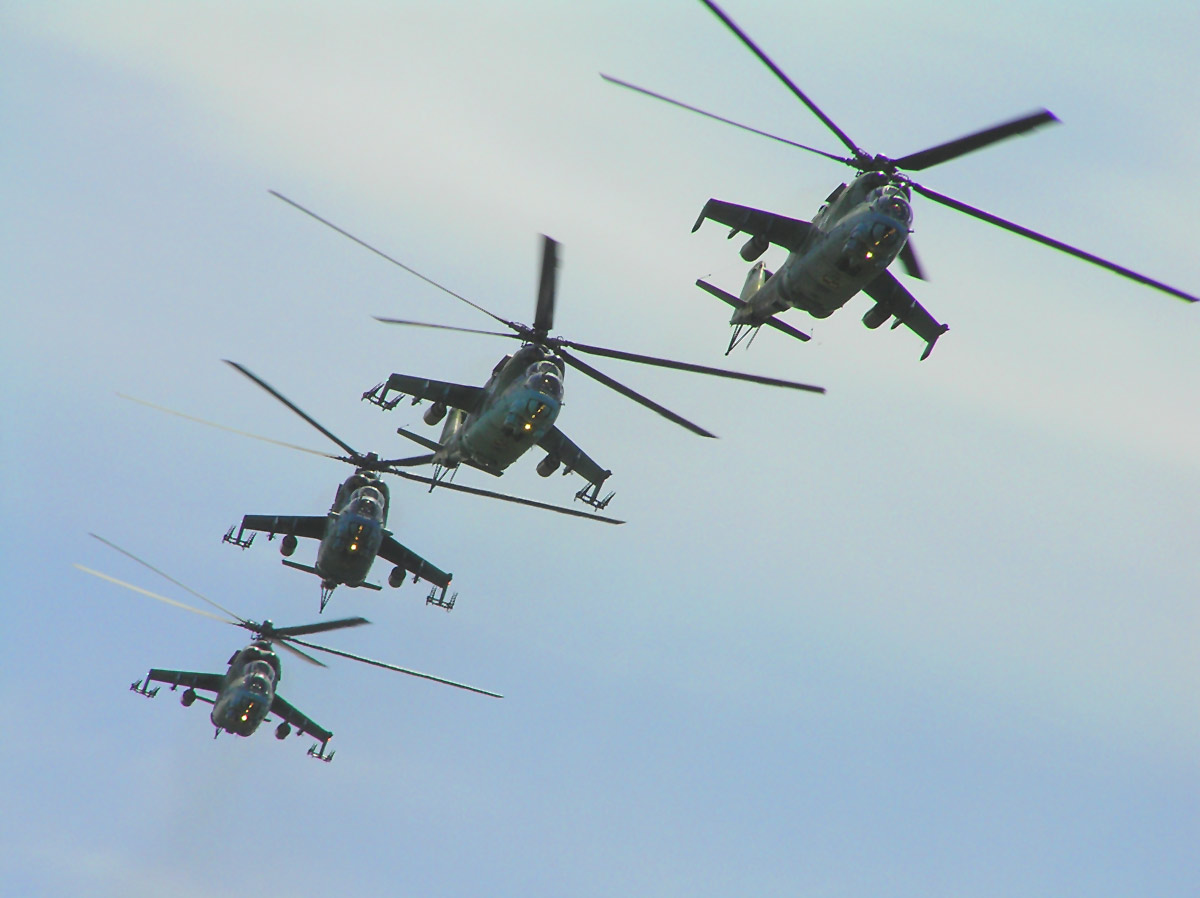
Um grupamento de Mi-24 da Bulgária.

A Força Aérea da Bulgária ou Aeronáutica Búlgara é o ramo aéreo (aeronáutica) das Forças Armadas da Bulgária. Uma de suas principais funções é proteger a Bulgária em casos de guerras, invasões, conflitos e outros por meio dos ares.